# 八頭町立大江小学校
八頭町立大江小学校（やずちょうりつ おおえしょうがっこう）は、かつて鳥取県八頭郡八頭町下野にあった公立小学校。2017年3月に船岡小・隼小と統合し新・船岡小学校発足のため閉校した。校舎は現在、リゾートホテルとして流用されている。

## 沿革
- 1873年（明治6年） - 橋本小学が開校。
- 1882年（明治15年） - 橋本小学が船岡学校栃谷分校となり、下野分校設立。
- 1884年（明治17年） - 栃谷分校・下野分校を簡易小学校として独立。
- 1886年（明治19年） - 栃谷簡易小学校を橋本簡易小学校と改称。
- 1892年（明治25年） - 橋本・下野簡易小学校を栃谷・下野尋常小学校と改称。
- 1901年（明治34年）4月1日 - 栃谷尋常小学校と下野尋常小学校を統合し、大江尋常小学校が開校。
- 1903年（明治36年）5月25日 - 栃谷分教場を設置。
- 1908年（明治41年）7月20日 - 栃谷分教場を廃止。
- 1927年（昭和2年） - 高等科を併置し、大江尋常高等小学校と改称。
- 1941年（昭和16年）4月1日 - 国民学校令により大江国民学校と改称。
- 1947年（昭和22年）4月1日 - 学制改革により大伊村立大江小学校と改称。
- 1952年（昭和27年）11月3日 - 船岡・隼・大伊村が合併、町制施行し船岡町が発足に伴い船岡町立大江小学校と改称。
- 2005年（平成17年）3月31日 - 郡家・船岡・八東町が合併し八頭町発足に伴い、八頭町立大江小学校と改称。
- 2017年（平成29年）3月31日 - 閉校。
- 2019年（令和元年）7月20日 - ホテル「オオエバレーステイ」開業。

## 進学先中学校
- 八頭町立八頭中学校

## 交通アクセス
- JR因美線郡家駅前：さんさんバス大江線『下野』バス停下車。

## 著名な出身者
- 森下広一（元陸上選手） - 1992年バルセロナオリンピックマラソン銀メダリスト